# Nawakszut
Nawakszut (arab. ‏نواكشوط‎, Nawākšūṭ; fr. Nouakchott) – stolica Mauretanii, położona w zachodniej części kraju, 4 km od wybrzeża Atlantyku. Nawakszut jest również stolicą wydzielonego dystryktu stołecznego w Mauretanii. W 2013 roku miasto liczyło ok. 958 tys. mieszkańców.
W mieście istnieją zakłady odsalania wody morskiej, działa tu też międzynarodowy port lotniczy. Nawakszut charakteryzuje się także niską zabudową i brakiem wieżowców.

## Historia
W XVII wieku w odległości 25 kilometrów od dzisiejszej stolicy Mauretanii założyli fort Portugalczycy. Jeszcze na początku XX w. w miejscu dzisiejszego Nawakszutu istniała tylko pustynna studnia. W 1904 roku zbudowano tu niewielki (kilkunastu żołnierzy) posterunek wojsk francuskich, a w latach 20. fort i lotnisko do obsługi samolotów pocztowych latających na trasie Tuluza-Dakar. W 1927 r. wokół posterunku zaczęła powstawać wioska zamieszkała przez cywilów, początkowo licząca ok. 100 mieszkańców.
W 1950 roku doszło do powodzi; wody rzeki Senegal wylały, co spowodowało zniszczenie miasta. Nowe Nawakszut powstało ok. 1 km na północ od starego miejsca.
W 1957 roku podjęto decyzję o budowie miasta, z góry pomyślanego jako przyszła stolica zmierzającej ku niepodległości Mauretanii. Prace, współfinansowane francuskim kredytem, rozpoczęto w roku następnym, zmagając się z dużymi trudnościami logistycznymi (np. wodę dla celów budowlanych musiano początkowo dowozić cysternami z odległej o kilkaset kilometrów rzeki Senegal). Intensywna rozbudowa miała zapewnić możliwość osiągnięcia przez Nawakszut liczby 15 tys. mieszkańców.
Katastrofalna susza w Sahelu w latach siedemdziesiątych spowodowała gwałtowny napływ ludności, osiedlającej się tu w poszukiwaniu lepszych warunków życia. W 2004 roku liczba mieszkańców Nawakszutu sięgnęła 689 tysięcy. Ze względu na gwałtowny przyrost ludności miasto boryka się dziś z niedostatkiem wody pitnej.

## Atrakcje turystyczne
Nawakszut nie może poszczycić się długą historią jako miasto, brak jest tu więc zabytków, a baza noclegowa jest skąpa. Większość turystów przyjeżdża tu wyłącznie w drodze do innych miejsc w Mauretanii lub tranzytem z Maroka do Senegalu lub Mali. Zainteresowanie turystów budzi jedynie muzeum narodowe Musée National de Nouakchott. Mieści się ono w budynku zbudowanym przez Chińską Republikę Ludową w 1972 roku, który współdzieli z Biblioteką Narodową. W mieście znajduje się kilka miejscowych targów (zwłaszcza targ rybny w porcie), nieliczne drobne meczety w mieście oraz szeroka, piaszczysta plaża na wybrzeżu Atlantyku.

## Transport
W mieście funkcjonuje międzynarodowy port lotniczy. Mauretański przewoźnik Mauritania Airways zapewnia połączenia do Paryża, Las Palmas oraz kilku miast w Mauretanii i innych państwach Afryki Zachodniej. Inni przewoźnicy zapewniają także połączenia z Casablanką, Tunisem i Marsylią. Dodatkowo od miasta odchodzą cztery asfaltowe drogi – na północ do Nawazibu, na północny wschód do Ataru, na południe do Rosso i na wschód do An-Namy. Ta ostatnia trasa jest najdłuższą w Mauretanii i nazywana jest Route de l’Espoir („Drogą Nadziei”).

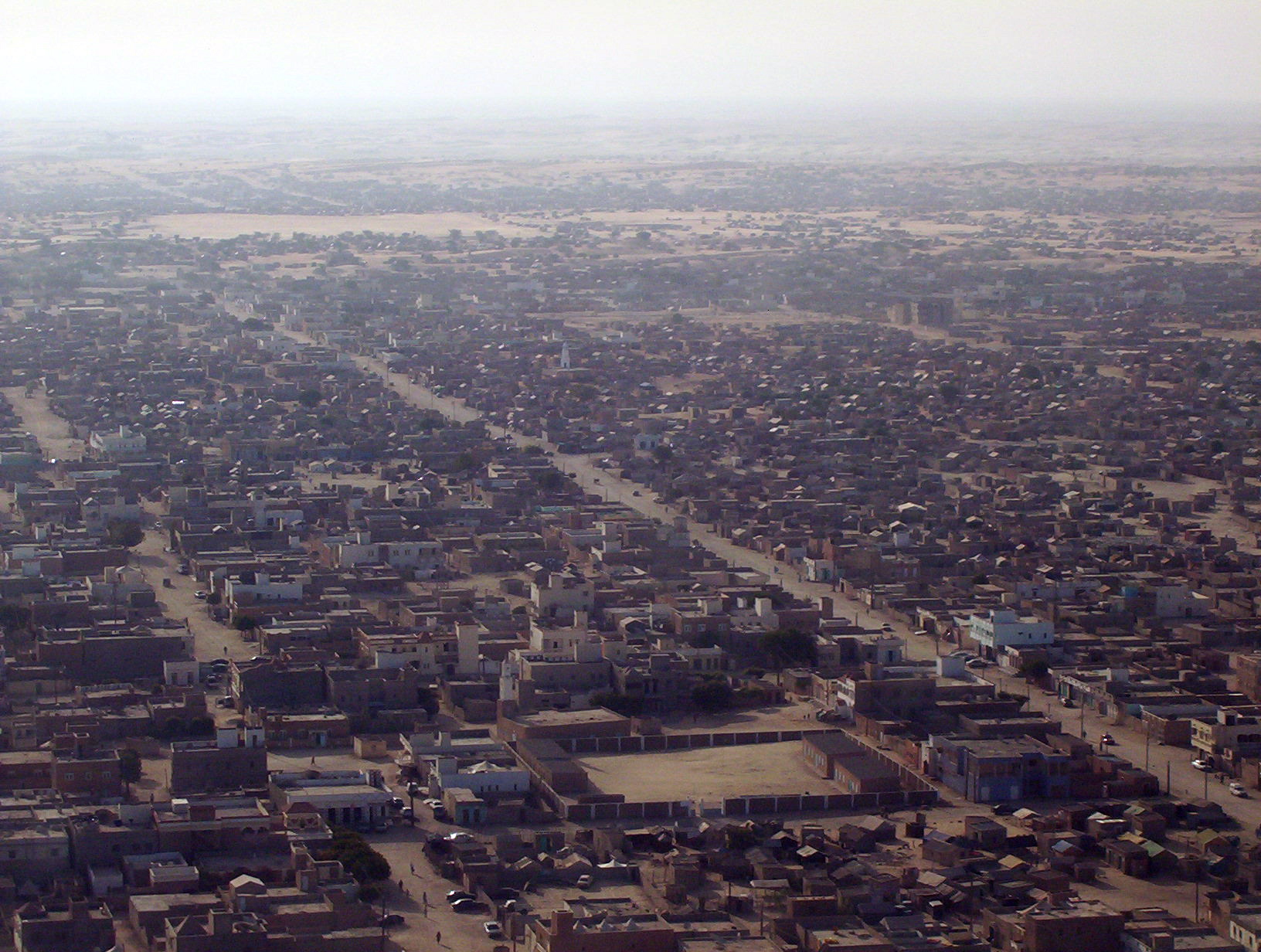
Zdjęcie lotnicze
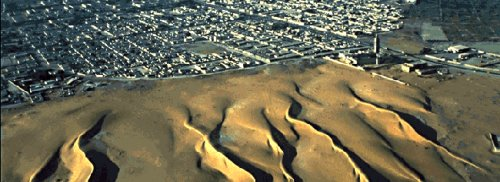
Wydmy na przedmieściach
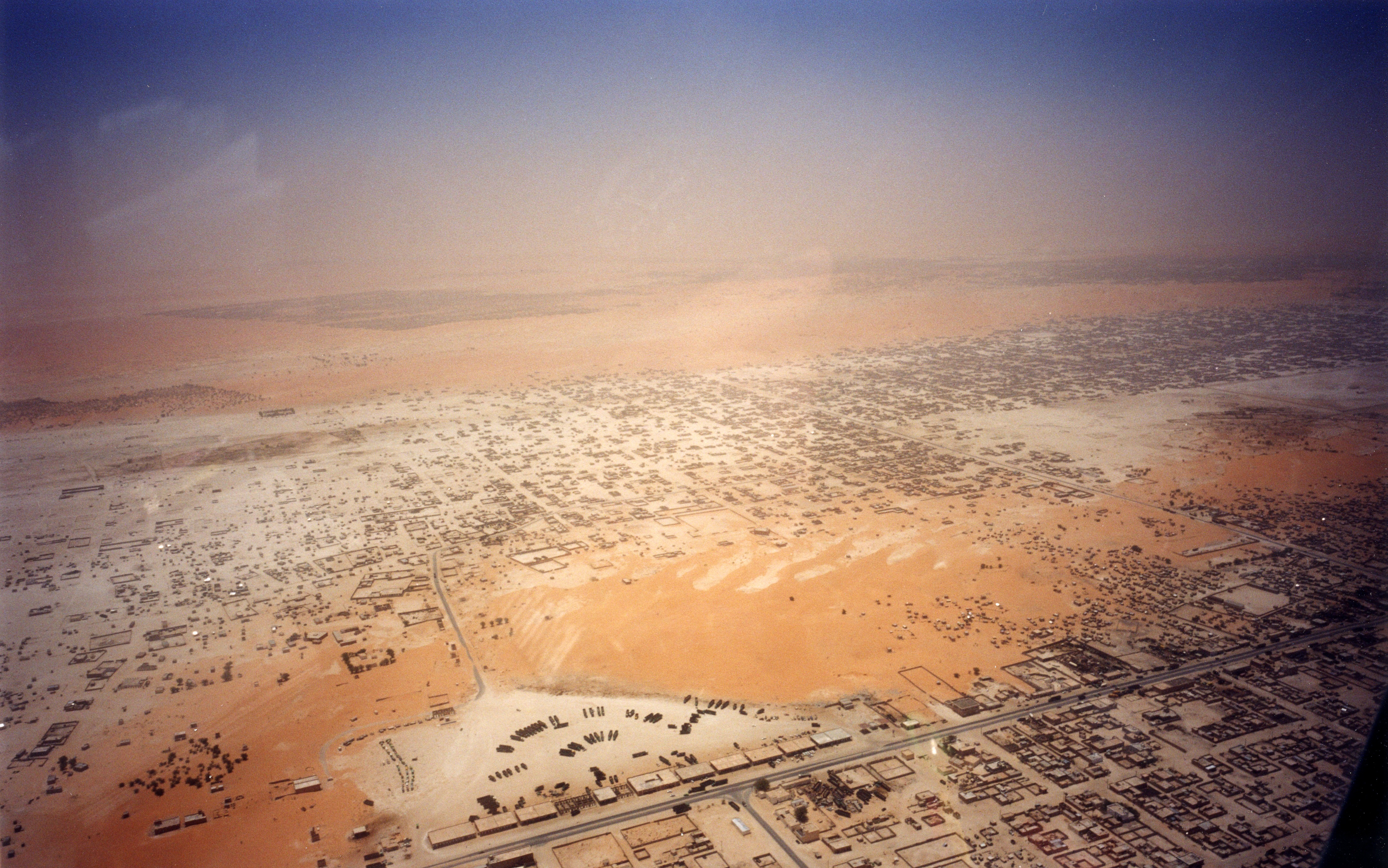
Zdjęcie lotnicze

## Współpraca zagraniczna
- Madryt, Hiszpania
- Lanzhou, Chińska Republika Ludowa
- Amman, Jordania